# Shades 1968—1998
Shades 1968-1998 je kompilacijski box set (4 CD-a) britanskog hard rok sastava Dip perpl, kojeg je 1999. godine objavila diskografska kuća, Rhino Records.
Kompilacija obuhvata njihovu muzičku karijeru od 1968. do 1998. godine. Sadrži izuzetnu kolekciju obrađenih singlova grupe Dip perpl, koji su tokom objavljivanja njihovih albuma postali najveći hitovi.

## Spisak pesama
Disk 1:
1. „“ - 4:27
2. „“ - 6:03
3. „ (demo 1968.)“ - 3:30
4. „ (instrumentalni demo 1968.)“ - 3:25
5. „ (singl verzija)“ - 4:14
6. „“ - 6:32
7. „ (singl verzija)“ - 2:37
8. „“ - 3:00
9. „ (singl verzija)“ - 2:53
10. „“ - 3:47
11. „ (potpuno trajanje, UK verzija)“ - 5:53
12. „“ - 10:21
13. „“ - 3:23
14. „ (potpuno trajanje, UK verzija)“ - 3:27
15. „“ - 2:33
16. „ (uživo 1971)“ - 4:20
17. „ (uživo 1971)“ - 7:16

Dis 2:
1. „“ - 4:03
2. „“ - 3:04
3. „“ - 3:24
4. „“ - 5:21
5. „“ - 4:45
6. „“ - 8:19
7. „“ - 6:27
8. „“ - 3:36
9. „“ - 5:35
10. „“ - 4:02
11. „“ - 3:34
12. „“ - 6:09
13. „“ - 5:42
14. „“ - 5:07
15. „“ - 4:35
16. „“ - 5:15

Disk 3:
1. „ (uživo 1972.)“ - 7:13
2. „ (uživo 1972.)“ - 10:34
3. „“ - 5:50
4. „“ - 4:26
5. „“ - 2:56
6. „“ - 4:11
7. „“ - 6:02
8. „“ - 4:39
9. „“ - 5:51
10. „“ - 4:55
11. „“ - 4:08
12. „“ - 5:09
13. „ (uživo 1975.)“ - 4:17
14. „“ - 3:37
15. „“ - 3:53

Disk 4:
1. „“ - 7:07
2. „“ - 5:28
3. „ (7" singl verzija)“ - 5:28
4. „“ - 4:53
5. „ (singl verzija)“ - 4:03
6. „ (uživo 1987.)“ - 4:05
7. „ (uživo 1988)}-“ - 3:32
8. „ (singl verzija)“ - 4:50
9. „“ - 4:43
10. „“ - 5:58
11. „“ - 5:57
12. „ (uživo 1993)“ - 12:11
13. „“ - 5:11
14. „“ - 5:23

## Spoljašnje veze
- Allmusic.com - Deep Purple - Shades 1968-1998